# Неф-Бризак (кантон)
Неф-Бриза́к (фр. Neuf-Brisach) — кантон у Франції, в департаменті Верхній Рейн регіону Ельзас.

## Склад кантону
Кантон включає в себе 16 муніципалітетів:
| Муніципалітет | Площа | Населення, осіб | Рік  |
| ------------- | ----- | --------------- | ---- |
| Альгольсайм   | 7,22  | 1065            | 2004 |
| Аппенвір      | 7,72  | 446             | 2006 |
| Бальго        | 9,49  | 818             | 2006 |
| Бісайм        | 16,55 | 2315            | 1999 |
| Векольсайм    | 6,93  | 362             | 1999 |
| Вогельгрюн    | 5,03  | 519             | 1999 |
| Вольгельсайм  | 8,64  | 2301            | 2006 |
| Вольфганцен   | 9,38  | 972             | 1999 |
| Гейсвассер    | 8,24  | 257             | 1999 |
| Дессенайм     | 19,16 | 1050            | 1999 |
| Етерен        | 22,40 | 785             | 1999 |
| Еттеншлаг     | 7,71  | 287             | 1999 |
| Логелайм      | 4,33  | 802             | 2006 |
| Намбсайм      | 10,04 | 406             | 1999 |
| Неф-Бризак    | 1,33  | 2185            | 2006 |
| Оберсаасайм   | 12,88 | 807             | 1999 |

## Консули кантону
| Період    | Консул        | Посада                              |
| --------- | ------------- | ----------------------------------- |
| 1982—1995 | Gilbert Meyer | Мер муніципалітету Кольмар          |
| 1995—2001 | André Sieber  | Мер муніципалітету Альгольсайм      |
| 2001—2014 | Hubert Miehé  | Член ради муніципалітету Неф-Бризак |

| Франція | Це незавершена стаття з географії Франції. Ви можете допомогти проєкту, виправивши або дописавши її. |